# Simfonia nr. 1 (Mahler)

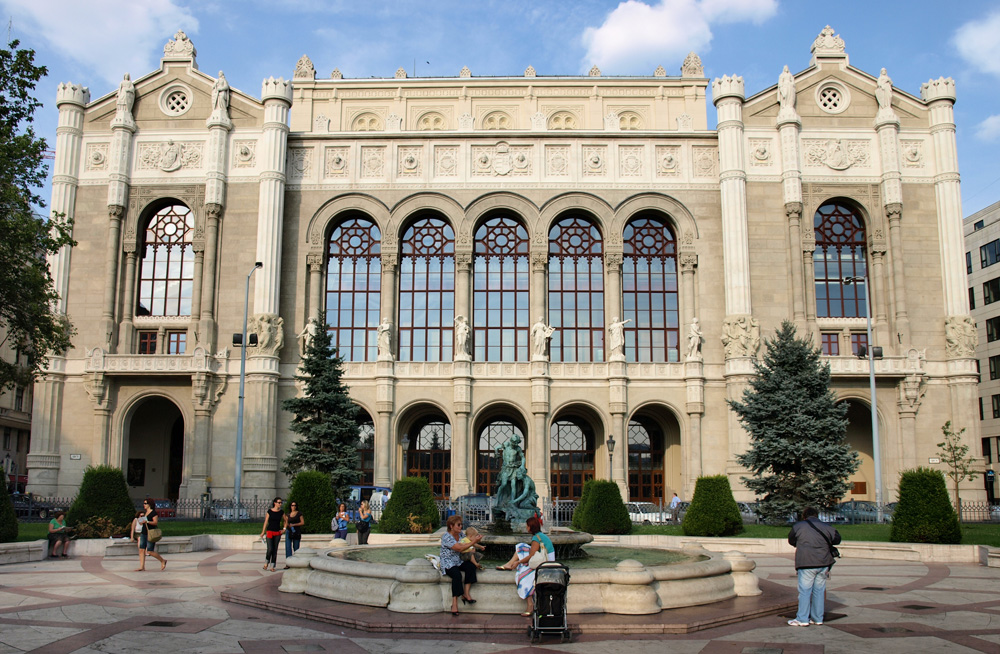
Sala de concerte Vigadó din Budapesta, sala în care a avut loc premiera primei simfonii a lui Mahler

Simfonia nr. 1 în Re major a lui Gustav Mahler a fost compusă între sfârșitul anului 1887 și martie 1888 deși incorporează muzică pe care Mahler a compus-o în lucrările sale anterioare. A fost compusă în perioada în care Mahler era al doilea dirijor al Operei din Leipzig, Germania. Deși în scrisorile sale Mahler a considerat întotdeauna lucrarea o simfonie, primele două interpretări au descris-o drept poem simfonic. Lucrarea a avut premiera la Sala de Concerte Vigadó din Budapesta în 1889 dar nu a fost bine primită. Mahler a realizat câteva modificări importante pentru a doua interpretare, care a avut loc la Hamburg în 1893. Alte modificări au fost efectuate înainte de prima publicare a lucrării la sfârșitul anului 1898. Câteva interpretări și înregistrări oferă lucrării titlul Titanul deși Mahler a folosit acest titlu doar în primele două interpretări și niciodată după ce lucrarea a atins forma finală de patru părți în 1896. O interpretare tipică a lucrării durează aproximativ 55 de minute fiind astfel una din cele mai scurte simfonii ale lui Mahler.

## Instrumentație
Simfonia este compusă pentru orchestră mare de aproximativ 100 de muzicieni. Spre deosebire de simfoniile sale ulterioare, Mahler nu utilizează întreaga forță orchestrală în fiecare parte. Câteva părți sunt utilizate doar în ultima parte, în special pentru instrumentele de suflat din lemn și alămuri.
- Instrumente de suflat din lemn: 4 flauturi (al treilea și al patrulea dublează piculinele), 4 oboaie (al treilea oboi dublează cornul englez), 3 clarinete în Si bemol, Do și La (al treilea clarinet dublează clarinetul bas în Si bemol și clarinetul în Mi bemol), clarinet în Mi bemol, 3 fagoturi (al treilea fagot dublează contrafagotul)
- Instrumente de suflat din alamă: 7 corni (întărit de o trompetă suplimentară și trombon în ultima parte), 4 trompete în Fa, 4 tromboni și tubă
- Percuție: timpan, talgere, trianglu, gong, tobă mare
- Instrumente cu coarde: harpă, vioara 1, vioara 2, viole, violoncele și contrabasuri

## Structură
În forma finală, lucrarea are patru părți:
1. Langsam, schleppend (Încet, tărăgănat) - Immer sehr gemächlich (Foarte restrâns pe tot parcursul) în Re major
2. Kräftig bewegt, doch nicht zu schnell (Puternic, dar nu prea repede) - Recht gemächlich (Restrâns), un trio - un Ländler
3. Feierlich und gemessen, ohne zu schleppen (Solemn și cu măsură, dar nu tărăganat) - Sehr einfach und schlicht wie eine Volksweise (Foarte simplu, ca și când ar fi o melodie folclorică) - Wieder etwas bewegter, wie im Anfang (Ceva mai puternic, ca la început) - un marș funebru bazat pe melodia pentru copii "Frère Jacques"
4. Stürmisch bewegt – Energisch (Furtunos și agitat - Energic)

Părțile sunt aranjate în forma tipică de patru părți. De regulă, Menuet-Trio-ul este a treia parte iar partea lentă este a doua dar Mahler le-a schimbat, ceea ce a fost efectuat de câteva ori și de Beethoven. Tonalitățile sunt Re major pentru prima parte, La major pentru a doua, Re minor pentru a treia și Fa minor pentru ultima, finalul fiind în Re major. Utilizarea tonalității Fa minor pentru ultima parte a fost schimbare dramatică de la utilizarea convențională.

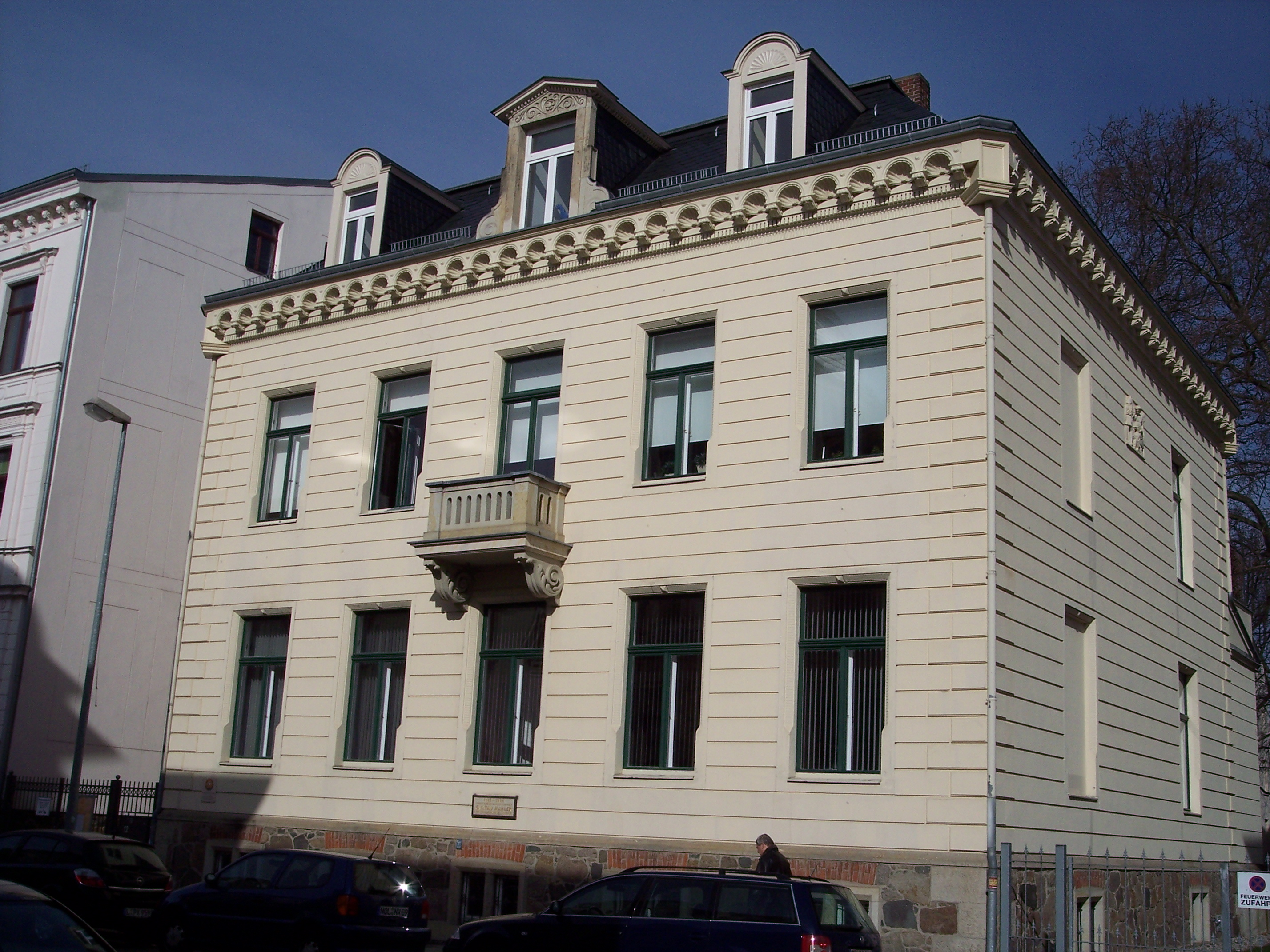
Casa lui Mahler din Leipzig în care a compus prima sa simfonie

Pentru primele trei interpretări (Budapesta, Hamburg și Weimar) mai exista o parte suplimentară, Blumine (floare, înflorit), între prima și a doua parte din forma actuală. Această parte a fost compusă inițial ca și numărul de deschidere "Ein Ständchen am Rhein" în muzica lui Mahler pentru o serie de șapte tableau vivants bazate pe poemul lui Joseph Victor von Scheffel, Der Trompeter von Säckingen, compoziții ce, în afară de Blumine, au fost pierdute. Mahler a renunțat la această parte după interpretarea de la Weimar din 1896 și a fost redescoperită abia în 1966 de Donald Mitchell. În anul următor, Benjamin Britten a interpretat pentru prima dată partea după moartea lui Mahler. Simfonia nu este aproape niciodată interpretată astăzi cu această parte inclusă, deși uneori este interpretată separat. În anii 1970 Eugene Ormandy și Orchestra din Philadelphia a realizat prima înregistrare a simfoniei de către o orchestră importantă care să includă și Blumine. La ora actuală există în jur de 20 de înregistrări care să includă și Blumine; totuși majoritatea dintre ele o combină cu ediția revizuită a acelorași părți, realizând astfel o versiune "amestecată" a simfoniei care nu a fost niciodată autorizată de Mahler.
Totuși, Mahler citează tema principală din Blumine în ultima parte precum și alte teme din părțile precedente, păstrând astfel practica proprie a lui Beethoven în Simfonia nr. 9 de citare a temelor din prima, a doua și a treia parte în ultima parte. În mod interesant, versiunea în cinci părți are o durată de aproximativ o oră, la fel ca și celelalte simfonii ale lui Mahler (cu excepția Simfoniei nr. 4) are o durată mai mare de o oră. Mahler practic a continuat un precedent, instaurat de Beethoven în Simfonia nr. 9 și de Anton Bruckner în multe dintre simfoniile sale, o practică de dezvoltare mai lungă și mai detaliată a temelor, de obicei având ca rezultat o interpretare de o oră sau mai mult.
Sub forma inițială de cinci părți, lucrarea a fost imaginată de Mahler ca un masiv poem simfonic în două părți și a scris un program pentru a descrie lucrarea, fără a oferi alt titlu pentru interpretarea de la Budapesta din 1889. Prima parte consta din primele două părți ale formei actuale plus Blumine, a doua constând din marșul funebru și finalul. Pentru interpretările de la Hamburg (1893) și Weimar (1894) Mahler a oferit lucrării titlul de Titanul după romanul lui Jean Paul deși Mahler a menționat că titlul nu are absolut nicio legătură cu cartea. Acest nume este adesea folosit astăzi dar de fapt se aplică doar pentru acele două versiuni și nu ar trebui să aibă legătură cu forma finală.
Introducerea celei de-a treia părți include un contrabas solo interpretând o versiune a melodiei "Frère Jacques" , fiind una dintre puținele lucrări simfonice care să utilizeze instrumentul într-o asemenea manieră. Mahler utilizează melodia, pe care el o citează sub numele de "Bruder Martin", schimbată din tonalitate majoră într-una minoră, dând astfel piesei un caracter de marș funebru. Schimbarea în minor nu este o invenție a lui Mahler după cum se crede adesea ci mai degrabă astfel era interpretată melodia în Austria sfârșitului de secol XIX, început de secol XX.

## Versiuni
1. 1888, Leipzig - Partitura originală în manuscris cu scrisul lui Mahler (locație necunoscută, probabil nu mai există)
2. 1889, Budapesta - În scrisul de mână al copistului, este probabil identică cu manuscrisul lui Mahler. Peste aceasta sunt multe revizuiri efectuate de mâna lui Mahler iar unele secțiuni întregi sunt eliminate și înlocuite cu unele noi pentru pregătirea pentru premiera de la Budapesta din 20 noiembrie 1889. Legată în două volume, primul volum conține prima parte și Scherzo-ul iar al doilea volum conține ultima parte; Blumine și marșul funebru lipsesc. Întreaga simfonie este scrisă pentru orchestra simfonică standard a vremii, cu câte două din fiecare instrument de suflat din lemn și patru corni. În această versiune lucrarea este întitulată "Poem simfonic în două părți" (partitura este păstrată la University of Western Ontario, colecția Rose)
3. 1893, Hamburg - Aceasta corespunde cu versiunea finală a manuscrisului de la Budapesta și probabil este manuscrisul trimis de Mahler în 1891 în speranța publicării și pentru prima dată avea un nume: Aus dem Leben eines Einsamen (Din viața unui singuratic). Peste această versiune sunt multe revizuiri și secțiuni noi (inclusiv în Blumine) adăugate în 1893 în pregătirile pentru a doua interpretare, la Hamburg pe 27 octombrie. Conține toate cele cinci părți; se pare că marșul funebru a fost eliminat din manuscrisul din 1889. Orchestra are trei din fiecare instrument de suflat din lemn. Chiar înainte de interpretarea de la Hamburg, Mahler a adăugat titlul de Titanul (partitura este păstrată la Universitatea Yale, colecția Osborn)
4. 1894?, Hamburg - Manuscrisul copistului corespunde cu versiunea finală a manuscrisului din 1893, cu alte revizuiri efectuate de Mahler. Probabil a fost pregătită pentru a treia interpretare, la Weimar pe 3 iunie. Paginile ce conțin Blumine au fost împăturite indicând eliminarea. Orchestra are patru din fiecare instrument de suflat din lemn cu încă trei corni. Încă păstrează titlul de Titanul (partitura este păstrată la Biblioteca Publică din New York, colecția Bruno Walter)
5. 1896?, Hamburg - Manuscrisul copistului cu alte revizuiri ale lui Mahler. Probabil pregătită pentru a patra interpretare, la Berlin pe 16 martie. Conține patru părți (Blumine a fost eliminată). Din acest moment este cunoscută sub numele de "Simfonia Nr. 1" (vândută la licitație Sotheby's în 1984, în prezent este inaccesibilă)
6. 1898?, Viena - Manuscrisul copistului, bazată pe versiunea finală a manuscrisului din 1894, utilizată ca bază pentru prima partitură publicată de Weiberger în februarie 1899. Probabil pregătită pentru a cincea interpretare, la Praga.

Un aranjament pentru pian la patru mâini a fost publicat de Bruno Walter în 1906.

## Structura muzicală
Simfonia lui Mahler publicată există în forma tradițională de patru părți. Prima parte este într-o formă de sonată modificată. Al doilea este un scherzo și trio bazat pe un Ländler, un dans tradițional austriac, precursor al valsului. Al treilea este un marș funebru iar a patra parte servește ca final. Inițial mai exista o parte, Blumine, dar a fost eliminată de Mahler de la publicare finală din 1899.

### Prima parte
Prima parte este o formă de sonată modificată cu o introducere destul de lentă. Introducerea începe straniu cu o alunecare pe șapte octave a coardelor pe nota La. Un motiv descendent de două note este apoi prezentat de instrumentele de suflat din lemn și în cele din urmă devine repetitiv.
Această introducere, în natura sa minimalistă și motivul descedent repetitiv, face aluzie la prima parte a Simfoniei nr. 9 a lui Ludwig van Beethoven. Tema este apoi întreruptă de un material cu aspect de fanfară prezentată de clarinete apoi de trompete. O melodie lentă este interpretată de corni, iar motivul de două note descendent este accelerat de clarinete, imitând sunetul unui cuc.
Melodia este prezentată inițial de violoncei și preluată de întreaga orchestră. Melodia se acumulează din punct de vedere dinamic și este apoi interpretată de întreg ansamblul de alămuri. Are loc o dezvoltare, aducând înapoi material din introducere inclusiv alunecarea coardelor, cucul de clarinet și motivul original. Recapitularea este marcată de o nouă fanfară a cornilor francezi iar energie se acumulează ca la început. În cele din urmă motivul de două note preia ultimele măsuri, încheind partea într-un mod înflăcărat și comic.

### Partea a doua
Partea a doua este un menuet și trio modificat. Mahler înlocuiește menuetul cu un Ländler. Este o structură populară în celelalte simfonii ale lui Mahler precum și în cele ale lui Franz Schubert. O temă principală se repetă de-a lungul întregii părți și capătă energie spre un final agitat. 
Trio-ul conține material mai liric; totuși, pe măsură ce se apropie de final, Mahler face din nou aluzie la Ländler. În cele din urmă Ländler-ul efectuează o revenire formală, scurtată și orchestrată mai plin pentru a încheia partea.

### Partea a treia

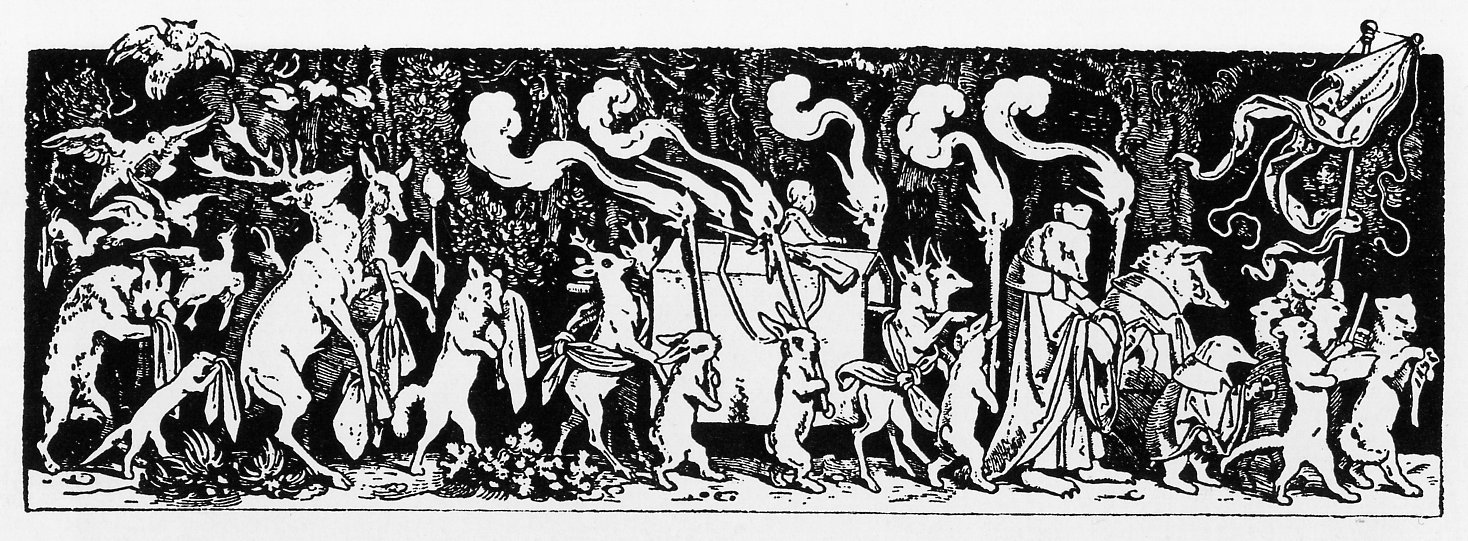
Înmormântarea vânătorului, gravura în lemn care este posibil să îl fi influenţat pe Mahler pentru a treia parte a primei simfonii

Partea a treia îndeplinește rolul de parte lentă din forma de patru părți. Materialul inițial și recurent este melodia populară "Bruder Marin", cunoscută în special sub numele de "Frère Jacques"; totuși Mahler transpune această melodie într-o gamă minoră. Subiectul este prezentat inițial de contrabas, urmat de fagot, tubă și în cele din urmă de întreaga orchestră. O contramelodie este interpretată peste canon de oboi.
Starea se schimbă și urmează una dintre cele mai distinctive părți ale simfoniei. Mahler utilizează talgerele, toba mare, oboiurile, clarinetele și o trompetă solo pentru a produce un sunet de formație Kelzmer de dimensiuni mici; utilizarea de kelzmer de către Mahler este uneori atribuită rădăcinilor sale evreiești.
După o scurtă revenire a deschiderii începe o a treia secțiune, mai contemplativă ce conține material din al patrulea colecție de cântece Lieder eines fahrenden Gesellen ale lui Mahler, "Die zwei blauen Augen". În cele din urmă Mahler incorporează toate cele trei elemente tematice una peste cealaltă. Totuși, componentele și motivele se destramă încet-încet iar partea se încheie cu alternanțe ale coardelor joase.

### Partea a patra
Ultima parte este de departe cea mai extinsă. Readuce elemente din prima parte, legând simfonia ca un întreg. Partea începe cu o lovire bruscă a talgerelor, un acord tare al instrumentelor de suflat din lemn superioare, coarde și alămuri și o lovitură a tobei mari, toate în succesiune. Asta intră într-un contrast evident cu finalul celei de-a treia părți. Prima porțiune oferă fragmentele unei teme în Fa minor, prezentat în forță de alămuri înainte să fie interpretată în întregime de toate instrumentele de suflat.
Partea continuă frenetic până când o temă lirică este prezentată de coarde. În cele din urmă fragmentele introductive ale alămurilor ies în evidență iar partea capătă din nou energie. Mahler prezintă motivul inițial în alămuri, de această dată în Re major iar cornii interpretează în forță o versiune modificată a tiparului de la începutul simfoniei, ca și când lucrarea se apropie de climax. Totuși, acest climax încă nu este realizat iar momentul se pierde într-o altă secțiune lirică, readucând fragmente din prima parte, inclusiv fanfarele. Este inclus de asemenea și material din Blumine înainte ca tema primară să revină în minor pentru ultima dată interpretată de către coarde, ducând la repetarea sa în Re major de către alămuri, ajungând la climaxul adevărat. Simfonia se încheie cu materialul de fanfară de la început.

## Premiere
- 1889 - 20 noiembrie, premiera mondială: Budapesta în interpretarea Orchestrei Filarmonicii din Budapesta sub bagheta compozitorului
- 1893 - 27 octombrie, premiera germană: Hamburg sub bagheta compozitorului
- 1894 - 3 iunie, Weimar sub bagheta compozitorului
- 1896 - 16 martie, Berlin sub bagheta compozitorului
- 1898 - 3 martie, premiera cehă: Praga, sub bagheta compozitorului
- 1899 - 8 martie, Frankfurt sub bagheta compozitorului
- 1900 - 18 noiembrie, premiera austriacă: Viena sub bagheta compozitorului
- 1903 - 21 octombrie, premiera engleză: Londra sub bagheta lui Henry Wood
- 1903 - 25 octombrie, premiera olandeză: Amsterdam în interpretarea Orchestrei Concertgebouw sub bagheta compozitorului
- 1909 - 16 decembrie, premiera americană: New York City sub bagheta compozitorului

## Înregistrări importante
- Leonard Bernstein și Orchestra Filarmonicii din New York
- Georg Solti și Orchestra Simfonică din Chicago
- Seiji Ozawa și Orchestra Simfonică din Boston
- Claudio Abbado și Orchestra Filarmonicii din Berlin
- Marin Alsop și Orchestra Simfonică din Baltimore
- Benjamin Zander și Orchestra Philharmonia din Londra
- Georg Solti și Orchestra Simfonică din Londra
- Valery Gergiev și Orchestra Simfonică din Londra
- Yuri Simonov și Orchestra Filarmonicii Regale din Londra
- Jascha Horenstein și Orchestra Simfonică din Viena
- Lorin Maazel și Orchestra Filarmonicii din Viena